# Juice

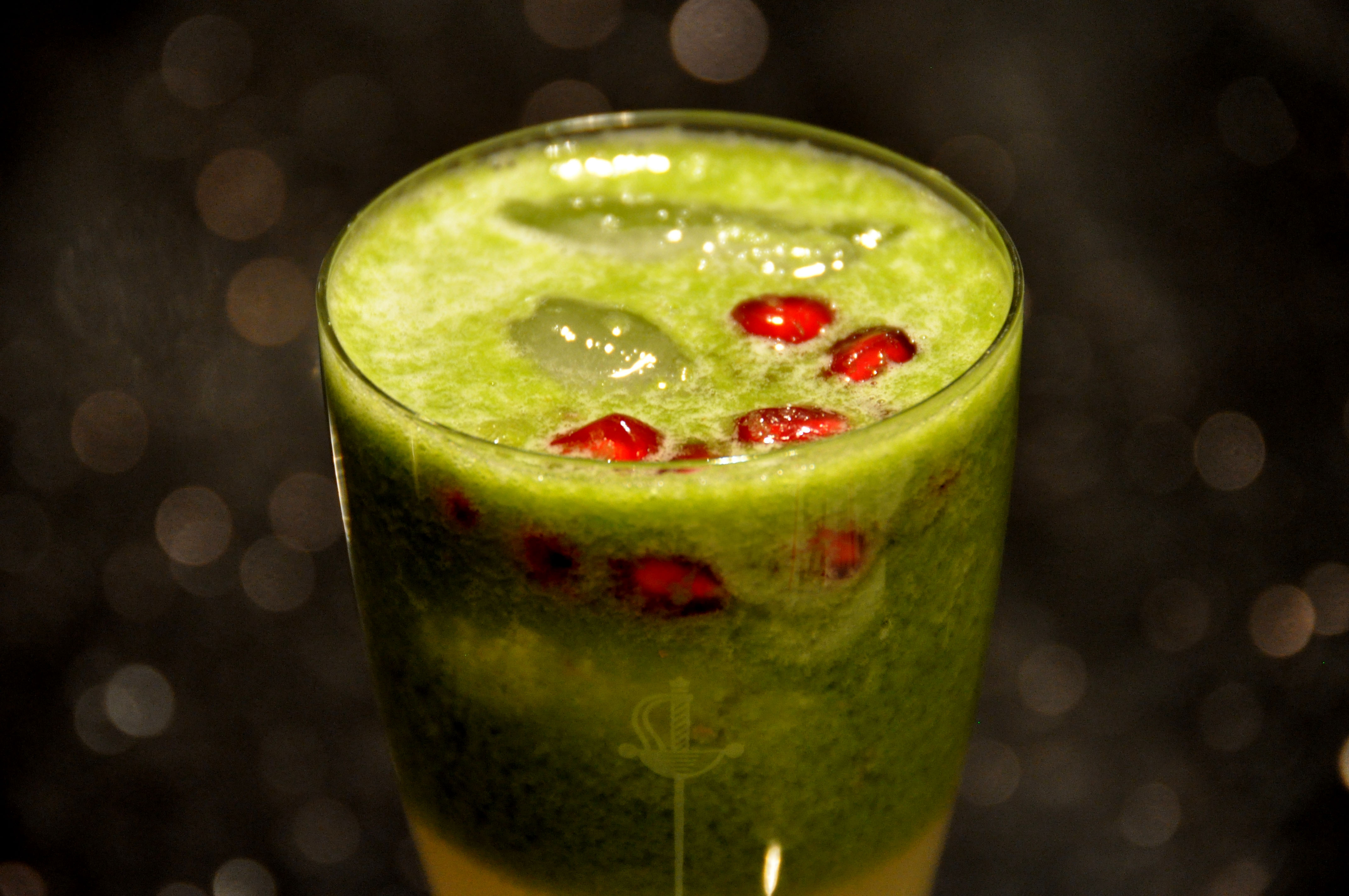
Juice av kiwi och gurka med granatäppelkärnor

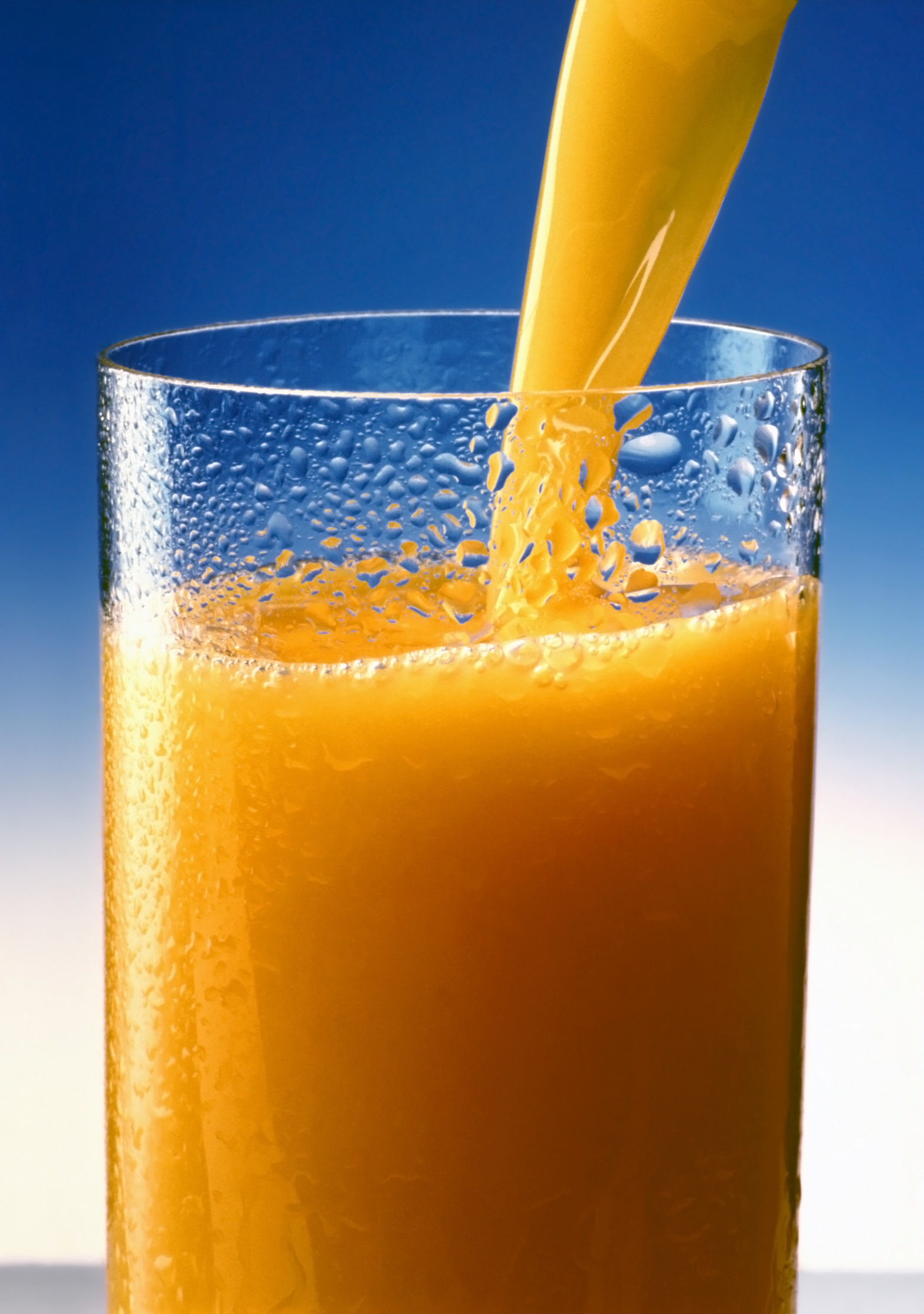
Apelsinjuice

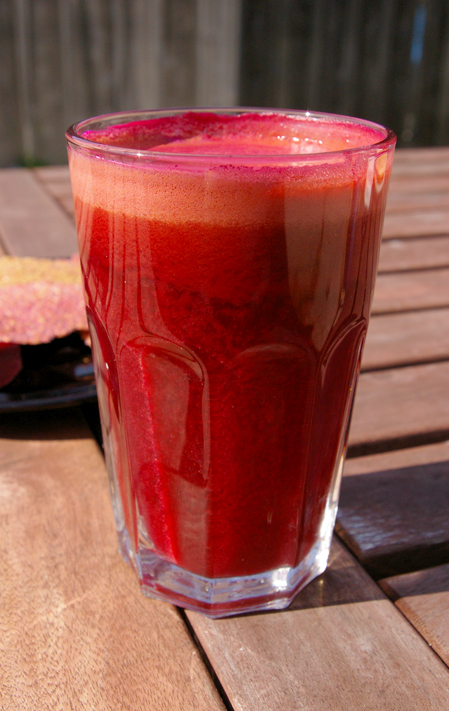
Rödbetsjuice

Juice, särskilt förr även jos, är en ojäst men jäsbar dryck som erhålls ur färska eller kylda frukter eller bär. Fruktjuice från citrusfrukter skall komma från fruktköttet (endokarpet). Limejuice får dock framställas av hela frukten.
Juice finns att köpa i pappersförpackningar eller i flaskor, som koncentrat eller drickfärdig. Det finns även Fairtrade- och Krav-märkta juicer.

## Sverige
I Sverige är namnet juice skyddat enligt livsmedelslagen och i princip får bara drycker som innehåller 100% fruktjuice säljas under namnet juice. Dock anser Livsmedelsverket att en produkt med beteckningen "100% juice" kan vara vilseledande eftersom det kan uppfattas som att den juicen innehåller mer juice än andra juicer utan beteckningen.
Sedan den 28 april 2015 är det inte tillåtet att tillsätta något socker alls till juice. Tidigare var det tillåtet att tillsätta socker i mycket små mängder för att reglera juicens surhet. I surhetsreglerande syfte är det idag bara tillåtet att tillsätta citronjuice, limejuice eller koncentrerad citron eller limejuice i vissa bestämda koncentrationer .
För äppeljuice utan tillsatt socker får även beteckningen äppelmust användas.

### Märkningar av apelsinjuice
Nypressad juice avser att juicen har tillverkats nyligen. Juice som pressas från färska råvaror i hemmet och dricks omgående faller under detta begrepp. När man gör nypressad juice importerar man vanligtvis hela färska frukter som sedan pressas, pastöriseras och förpackas i de länder där de sedan ska säljas. Används ordet "nypressad" vid märkning av juicer ska det förklaras vad som avses. Tidsperioden mellan pressning och bäst före-dag ska vara begränsad och anges.
Färskpressad juice (ej från koncentrat) pressas och pastöriseras vanligtvis i de länder råvarorna växer och pastöriseras en gång till vid förpackning. Aromer och fruktkött som separerats tillsätts igen. Men färskpressad är en märkning som inte säger något om kvaliteten eller åldern på produkten, vilken produktionsmetod som använts eller vilken behandling livsmedlet genomgått.. Livsmedelsverket avråder från att använda uttrycket "färskpressad" då det inte säger något om åldern eller kvaliteten på produkten.
Juice från koncentrat görs på frukt som pressats och koncentrerats. Här tillsätts vatten och de aromer och fruktkött som försvunnit i processen. Enligt Livsmedelsverket får detta åter tillföras koncentratet i en halt som motsvarar den ursprungliga, utan att betraktas som ingredienser. Det är dock inte ovanligt att juice och fruktkött kommer från olika länder, eller rentav världsdelar. Juice som kommer från koncentrat måste vara märkt med "från koncentrat" eller i förekommande fall "delvis från koncentrat".

## Hälsoaspekter
Juicer konsumeras ofta för sina hälsoeffekter. Exempelvis är apelsinjuice rik på vitamin C, folsyra, kalium samt biotillgängliga antioxidanter och fytokemikalier och förbättrar blodfettsprofiler för personer som har hyperkolesterolemi. Plommonjuice associeras med att vara fördelaktig för matsmältningen. Tranbärsjuice har man länge vetat att den förbättrar eller till och med behandlar infektioner i urinblåsan, och har nu bevisats innehålla en substans som förebygger bakterier från att binda sig till blåsan. Frukt innehåller naturliga sockerarter (fruktos, glukos och sackaros)och mängden varierar beroende på fruktsort och klimat.
Konsumtionen av fruktjuice i Europa, Australien, Nya Zeeland och USA har ökat de senaste åren, förmodligen på grund av den allmänna uppfattningen att juice är en hälsosam naturlig källa till näringsämnen och ett ökat intresse i hälsa. Fruktjuicer har associerats med att reducera risken för många cancertyper, möjligtvis skydda mot stroke och senarelägga insjuknandet i Alzheimer.
Uppfattningen att fruktjuicer är lika hälsomässigt nyttiga som färsk frukt har ifrågasatts, huvudsakligen för att de innehåller mindre fibrer och ofta är processade. Hög konsumtion av juice har kopplats till viktökning, men fruktjuicekonsumtion i lagom mängder kan hjälpa barn och vuxna att nå dagliga rekommendationer för fruktkonsumtion, näringsintag och kalorier.

## Etymologi
Ordet används sedan 1950; av engelskans 'juice' med samma betydelse, av latinets 'jus' som betyder 'spad', 'soppa', jämför sky. Apelsinjuice kallas även OJ, av engelskans Orange Juice.